# Nemzetközi konferencia a szoftver újrafelhasználásáról
A szoftver újrafelhasználásáról szóló nemzetközi konferencia (International Conference on Software Reuse; ICSR) az elsőszámú tudományos konferencia a szoftver újrahasznosításról.
Az ICSR magában foglalja a szoftvert újrafelhasználó kutatókat, szakembereket és vezetőket. A konferencia forrást biztosít a fontos újrahasznosítási iratokhoz. A konferencia célja, hogy újrahasznosítási információkat és oktatást nyújtson a szakembereknek, és folyamatos platformja legyen a technológia átadásának.
A szoftver újrafelhasználhatósága, a meglévő rendszerekből származó ismereteket vagy kód részletek felhasználása új rendszerek felépítéséhez kulcsfontosságú szoftverfejlesztési technológia, amely fontos mind a mérnökök, mind a vezetők számára. Számos szervezet számolt be az újrafelhasználás sikereiről, de még mindig vannak fontos kutatási kérdések a szisztematikus újrahasznosítás kapcsán. Szükség van újrahasznosítási megoldásokra, amelyeket a tartományok és a szervezetek határain lehet alkalmazni. A konferencia technikai prezentációkból, párhuzamos munkacsoportokból, plenáris ülésekből, demonstrációkból és oktatóanyagokból áll.
A témák között szerepelnek az újrafelhasználási mutatók, esettanulmányok és kísérletek, szerzői jogi és jogi kérdések, az újrafelhasználási könyvtárak aktuális kérdései, az elosztott összetevők, a formális módszerek, az összetevők tervezése és érvényesítése, a tartomány elemzése és tervezése valamint az integrációs keretrendszerek.
Konferenciák listája:
| Konferencia | Helyszín                                   | Ideje                 |
| ----------- | ------------------------------------------ | --------------------- |
| ICSR 2017   | Salvador, Brazília                         | May 29-31, 2017       |
| ICSR-15     | Ciprus                                     | June 5-7, 2016        |
| ICSR-14     | University of Miami, Coral Gables, Florida | January 4-6, 2015     |
| ICSR-13     | Pisa, Olaszország                          | June 18-21, 2013      |
| ICSR-12     | Pohang, Dél-Korea                          | June 13-17, 2011      |
| ICSR-11     | Falls Church, Virginia, USA                | September 27-30, 2009 |
| ICSR-10     | Peking, Kína                               | May 25-29, 2008       |
| ICSR-9      | Torino, Olaszország                        | June 12-15, 2006      |
| ICSR-8      | Madrid, Spanyolország                      | July 5-9, 2004        |
| ICSR-7      | Austin, Texas, USA                         | April 15-19, 2002     |
| ICSR-6      | Bécs, Ausztria                             | June 27-29, 2000      |
| ICSR-5      | Victoria, Kanada                           | June 2-5, 1998        |
| ICSR-4      | Orlando, Florida, USA                      | April 23-26, 1996     |
| ICSR-3      | Rio de Janeiro, Brazília                   | 1994                  |
| IWSR-2      | Lucca, Olaszország                         | 1992                  |
| IWSR-1      | Dortmund, Németország                      | 1991                  |
| WISR3       | Syracuse University                        | June 13-15, 1990      |

## Fordítás
Ez a szócikk részben vagy egészben  az   International Conference on Software Reuse című angol Wikipédia-szócikk fordításán alapul.  Az eredeti cikk szerkesztőit annak laptörténete sorolja fel. Ez a jelzés csupán a megfogalmazás eredetét és a szerzői jogokat jelzi, nem szolgál a cikkben szereplő információk forrásmegjelöléseként.

## Külső hivatkozások
- Hivatalos weboldal
- ReNews